# Bài ca giữ nước
Bài ca giữ nước là một pho chèo ba vở đậm tính chính luận của soạn giả Tào Mạt, được xuất phẩm trong giai đoạn 1979 - 1985 tại Hà Nội.

## Lịch sử
Ở giai đoạn đỉnh cao cơ chế Bao cấp, khi hệ thống quan liêu ngày càng bộc lộ sự cằn cỗi và bị động trước mọi biến chuyển xã hội, trong giới nghệ sĩ thường có nhiều người mượn yếu tố lịch sử để thể hiện tinh thần đổi mới và khát vọng tiến tới một thiết chế chính trị - xã hội đỡ đi sự rườm rà và biết vì lợi ích toàn dân hơn. Từ khi mới chấp bút, tác giả Tào Mạt đã vạch rõ tiến trình khai triển đứa con tinh thần của mình, cũng là tác phẩm hi hữu trong sự nghiệp ông có yếu tố cổ điển.
Bài ca giữ nước chỉ là nhan đề chung khi in thành sách, thực tế pho chèo này chia làm ba vở tương đối độc lập, được xâu chuỗi bằng hành trạng nhân vật Hề Hoạn.

## Nội dung
Giữa thế kỷ XI, Lý Thánh Tông được ca tụng là đấng minh quân và có lòng mộ đạo, ngài đem lòng yêu rồi cưới nàng Ỷ Lan làm nguyên phi, thường cùng nàng đối ẩm và luận đàm chính sự, có lúc còn tín nhậm giao quyền nhiếp chính. Sau này, con nàng được phong thái tử rồi đăng cơ làm hoàng đế Lý Nhân Tông.
- Vở thượng: Lý Thánh Tông tuyển hiền

Trong triều, nhà vua nuôi những trung thần như Lý Đạo Thành, Lý Thường Kiệt mà cũng dung túng bọn gian thần như Đan Lý. Hàng ngày, thường có lão lái buôn nước Tống ra vào cung Thượng Dương, lấy lòng bà bằng những của nả xa hoa hòng gây suy yếu nội bộ triều đình nước Nam. Việc này bị chú Hề Hoạn phát giác, bèn bẩm kín với đức bà Ỷ Lan. Ỷ Lan chỉ là phận thứ phi, nghe tiếng thở than về hành vi của đương kim hoàng hậu, bèn đứng ra xử thấu tình đạt lý. Lý Thánh Tông bấy giờ mới nhận ra Ỷ Lan gồm đủ tài đức, bèn an tâm cho nàng cùng bàn quốc sự.
- Vở trung: Ỷ Lan nhiếp chính

Lý Thánh Tông bận chinh chiến Chiêm Thành liên miên, sợ không cầm nổi quốc sự, bèn trao quyền nhiếp chính cho Ỷ Lan nguyên phi. Vốn xuất thân là gái quê mùa, gần và am hiểu cuộc sống dân gian sâu sắc, bà thường dẫn Hề Hoạn vi hành đến những nẻo xa để trừng trị tham quan ô lại, lắng nghe nguyện vọng của lê dân.
- Vở hạ: Lý Nhân Tông kế nghiệp

Lý Nhân Tông con Ỷ Lan nguyên phi lên ngôi thay phụ hoàng đã mất. Quanh vua đầy rẫy nịnh thần, đem lời vàng tiếng ngọc sai sự thật để lấy lòng. Xã tắc bởi thế lâm nguy, cái họa xâm lăng của nước Tống hãy còn. Hề Hoạn thấy mà chua xót, chỉ biết đi khắp nơi rao điều bóng gió. Lũ gian thần tức tối bèn sai lâu la trói gô Hề lại, đem chôn sống. Cái chết thảm thương của Hề Hoạn buộc nhà vua phải tỉnh giấc u mê.

## Diễn viên
- Hề Hoạn
- Lý Thánh Tông
- Lý Nhân Tông
- Ỷ Lan nguyên phi
- Thượng Dương hoàng hậu
- Lý Đạo Thành
- Lý Thường Kiệt
- Lý Thường Hiến
- Lê Văn Thịnh
- Lái buôn nước Tống
- Thị Lộc
- Thị Chinh
- Thị Phương
- Mục Thận
- Đan Lý
- Ngọc Hoa
- Diệu Tính

## Ảnh hưởng
Bài ca giữ nước được coi là pho chèo kinh điển của sân khấu Việt Nam, sớm được đưa vào chương trình đào tạo diễn viên chèo. Riêng Hề Hoạn cũng được đánh giá là mẫu nhân vật tiêu biểu trên sân khấu Việt Nam, vừa có tính hiện đại vừa đậm phong cách truyền thống.
Tác phẩm được nhiều đoàn thể dàn dựng, thậm chí chuyển soạn cải lương và thoại kịch để cách tân. Nhờ tài diễn xuất đặc biệt, nghệ sĩ nhân dân Ngọc Viễn với tích Chôn hề và nghệ sĩ nhân dân Quốc Trượng với tích Lột mũ áo quan tri châu đã đặt dấu ấn hi hữu cho vở diễn, biến hai tích này thành kịch mục riêng.
Tích Chôn hề được coi như sự gửi gắm nỗi niềm nghệ sĩ của soạn giả Tào Mạt, mà nhờ thế, về sau giới văn học - nghệ thuật thường gọi ông là Hề Hoạn, Hề Hoạn tái sinh hoặc Kiếp sau của Hề Hoạn.
| “                             | Trích đoạn này nói lên và phản ánh rõ nét nỗi khổ của nghệ sĩ. Dù trong hoàn cảnh nào nghệ sĩ vẫn muôn đời là nghệ sĩ. Và cho đến nay, có một người nữ duy nhất thể hiện thành công vai hề đấy là NSND Ngọc Viễn. | ” |
| — Tự Long - Kí ức vui vẻ 2020 | |   |

Pho chèo được Giải thưởng Hồ Chí Minh ngay đợt I (1996).